# Martinkus
Martinkus ist ein litauischer männlicher Familienname.

## Herkunft
Der Familienname ist abgeleitet vom litauischen Vornamen Martynas.

## Weibliche Formen
- Martinkutė (ledig)
- Martinkienė (verheiratet)

## Namensträger
- John Martinkus (* 1969), australischer Journalist
- Paulius Martinkus (* 1984), litauischer Manager, Verkehrspolitiker und Vizeminister